# Kaluta
De kaluta (Dasykaluta rosamondae) is een buidelmuis uit de geslachtengroep Dasyurini Het is de enige soort in het geslacht Dasykaluta, dat het nauwst verwant is aan de gespikkelde buidelmuis (Parantechinus apicalis). De soort werd eerder tot het geslacht Antechinus gerekend. De wetenschappelijke naam van de soort werd voor het eerst geldig gepubliceerd door William David Lindsay Ride in 1964.

## Kenmerken
De kaluta is een kleine, gedrongen buidelmuis met een korte, dikke, taps toelopende staart, korte, behaarde oren en een korte bek. De bovenkant is roestbruin, de onderkant wat lichter. De kop-romplengte bedraagt 90 tot 105 mm, de staartlengte 55 tot 70 mm, de achtervoetlengte 15 tot 18 mm, de oorlengte 11 tot 13 mm en het gewicht 20 tot 40 g.

## Voorkomen
De kaluta komt voor in de Pilbara en het westen van het Little Sandy Desert in het noordwesten van West-Australië. Hij komt hier voornamelijk voor in spinifex-graslanden, waarin hij zoekt voor prooien.

## Leefwijze
De kaluta is 's nachts actief, leeft op de grond en eet ongewervelden. Na de paartijd in september worden de jongen geboren in november (ongeveer zeven weken later). Er worden tot acht jongen geboren, die na 14 tot 16 weken onafhankelijk worden. De mannetjes van deze soort zijn obligaat semelpaar, wat betekent dat ze zich slechts een keer in hun leven voortplanten. De mannetjes planten zich met zo veel mogelijk vrouwtjes voort gedurende twee weken in het voortplantingsseizoen in september, waarna alle volwassen mannetjes sterven. De vrouwtjes paren in het voortplantingsseizoen met meerdere mannetjes, waardoor er in één worp nakomelingen van verschillende vaders geboren worden.